# Nappytabs

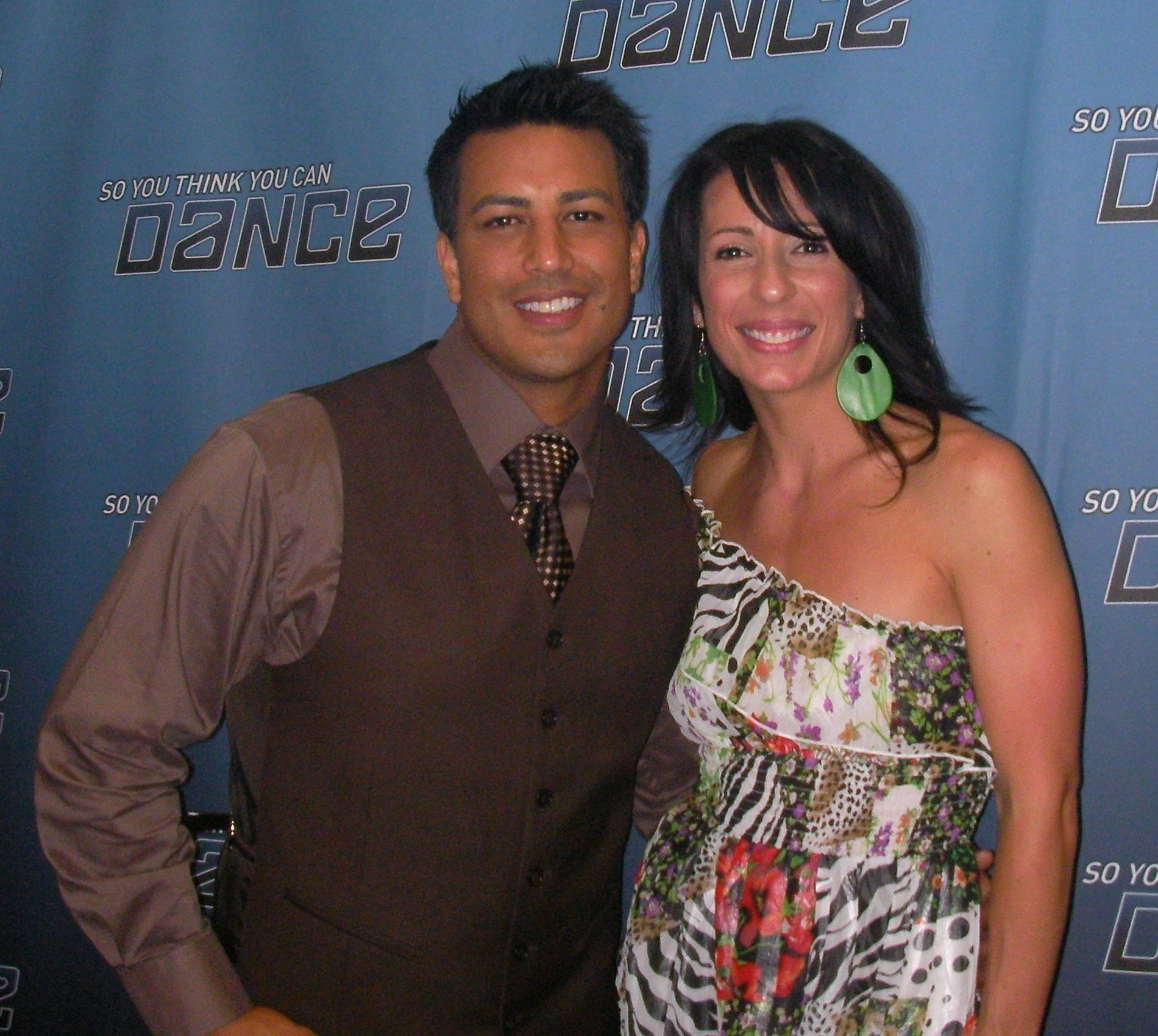
Tabitha e Napoleon após a final do So You Think You Can Dance.

Napoleon Buddy D'umo (nascido em 17 de outubro de 1986) e Tabitha A. D'umo (nascida em 11 de setembro de 1973), mais conhecidos como Nappytabs são uma dupla de dançarinos e coreógrafos estadunidenses. Napoleon e Tabitha são marido e mulher, e são mundialmente conhecidos por serem os inventores da dança chamada hip hop lírico, que a praticaram no reality show So You Think You Can Dance.